# Afrikaanse roodstaartbuizerd
De Afrikaanse roodstaartbuizerd (Buteo auguralis) is een roofvogel uit de familie van de Accipitridae.

## Kenmerken
Deze middelgrote roofvogel heeft een opvallende roodbruine verkleuring van de hals over de kroon naar de bovenrug. Het bovenlichaam is voornamelijk zwart, met uitzondering van de roodbruine en zwart gemarkeerde staartveren.
De borstzijde is voornamelijk helder wit, overgaand in donkerbruin naar de keel en gemarkeerd met een zich tot de flanken uitbreidend onregelmatig patroon van donkere vlekken. De juvenielen vertonen veel overeenkomsten met de volwassenen, uitgezonderd de kleur van de lichtere bovendelen en de roomkleurige borst, maar ze missen het donkerdere verenkleed rond de keel.

## Leefwijze
Het voedsel bestaat uit kleine zoogdieren, slangen, hagedissen, kleine vogels, insecten en aas. Meestal zit hij op de loer op een tak of paal en zoekt zo de grond af naar prooi. Als die eenmaal gespot is, dan vliegt hij snel naar beneden en drukt zijn prooi met zijn grote, puntige klauwen tegen de grond.

## Verspreiding en leefgebied
De Afrikaanse roodstaartbuizerd komt voor van Sierra Leone tot Ethiopië, Oeganda en Angola. Het habitat bestaat uit plantages, landbouwgrond, savanne, bossen en bosranden tot een hoogte van 2.500 meter.